# LEGO Indiana Jones: Le avventure originali
LEGO Indiana Jones: Le avventure originali (in originale LEGO Indiana Jones: The Original Adventures) è un videogioco d'azione sviluppato da Traveller's Tales. Il gioco, pubblicato dalla LucasArts nel giugno 2008, racconta le vicende narrate nei primi tre film di Indiana Jones utilizzando una grafica derivata da quella dei LEGO. Come per gli altri giochi LEGO sarà inclusa una modalità di gioco cooperativa (a eccezione della versione per PlayStation Portable).

## Modalità di gioco
Il videogioco è suddiviso in tre episodi intitolati come i tre film iniziali di Indiana Jones: I predatori dell'arca perduta, Il tempio maledetto e L'ultima crociata. Ciascuno di questi episodi è a sua volta diviso in sei capitoli, per un totale di 18 capitoli. Sono disponibili 6 differenti slot di salvataggio (quindi potranno essere presenti 6 diverse partite contemporaneamente); è possibile non solo finire i tre episodi nell'ordine preferito, ma anche muoversi tra i capitoli in parallelo scegliendo ogni volta sul capitolo di quale episodio concentrarsi. Esistono 2 differenti modalità con cui affrontare i capitoli sbloccati: Storia e Gioco libero.
Nella modalità Storia si potrà rivivere i momenti epici della saga e seguire le sue avventure nei panni dei personaggi originali della trilogia. Nella modalità Gioco libero si potrà giocare con qualsiasi dei personaggi sbloccati nella modalità Storia di tutto il gioco. La modalità Gioco libero serve non solo per divertirsi, ma anche e soprattutto per raccogliere preziosissimi mattoncini LEGO con cui poi sbloccare altri personaggi, travestimenti e potenziamenti. Infatti nella modalità Gioco libero il giocatore potrà decidere in qualsiasi momento di tornare all'Università Barnett (il "quartier generale" di Indy, in cui si potrà accedere ai livelli, sbloccare personaggi, vedere i filmati, ecc.) e tutti i mattoncini LEGO guadagnati fino a quel momento verranno aggiunti a quelli già in possesso prima dell'inizio del capitolo in modalità Gioco libero.
Quando si inizierà una nuova partita, il giocatore dovrà superare il primo capitolo: il prologo del primo film I predatori dell'arca perduta, intitolato Il Tempio Perduto e ambientato nel 1936 in Sud America. Tuttavia si potrà decidere in qualsiasi momento di tornare all'Università di Barnett e di iniziare con uno degli altri due episodi del gioco. Ogni volta che si completa un capitolo, si sbloccherà la modalità Gioco libero relativamente a quel capitolo e la modalità Storia del capitolo successivo (la prima volta che si completa un capitolo verrà chiesto al giocatore se intende azionare il salvataggio automatico per quello slot; è consigliabile rispondere di sì: in questo modo la partita verrà automaticamente salvata nello slot in uso ogni volta che si finirà un capitolo, che si acquisterà un personaggio, ecc.).
I mattoncini LEGO, con cui si potranno acquistare personaggi, abilità, suggerimenti e tanto altro, sono divisi in argento da 10 crediti, oro da 100, blu da 1000 e viola da 10.000.

## Barnett College
- La sala principale

La sala principale ci permette di accedere alle altre stanze, al piano superiore (dove si trova la stanza delle reliquie) e al cortile. Tra le due rampe di scale che portano al piano superiore sono affisse al muro tre cartine geografiche che rappresentano le 3 avventure del videogioco: I predatori dell'Arca perduta (mappa di tutto il mondo, in quanto Indy si recherà in Sud America, nel Nepal e in Egitto), Il tempio maledetto (Cina e India) e L'ultima crociata (Italia, Austria, Balcani, Turchia). Accedendo a queste tre mappe si potrà decidere quale capitoli giocare.
- La biblioteca

Nella biblioteca del Barnett College è possibile acquistare i personaggi da poter poi utilizzare nella modalità Gioco libero: è sufficiente parlare con il responsabile della biblioteca per poter vedere quali personaggi possiamo acquistare (il loro numero aumenta ogni volta che completiamo uno dei 18 capitoli nella modalità Storia per la prima volta) e il relativo costo.
- Il cortile

Il cortile collega la sala principale con la stanza dell'arte. L'entrate al cortile si trova accanto a quella per la stanza della posta; il cortile è accessibile anche saltando dal balcone della stanza delle reliquie.
- La stanza dell'arte

La stanza dell'arte serve per poter creare personaggi personalizzati: il giocatore potrà esprimere la propria creatività assemblando "pezzi" di personaggi base per crearne altri e poi poterli utilizzare in modalità Gioco libero.
- Il teatro

Nel teatro possiamo vedere tutti i divertentissimi filmati sbloccati quando si procede con la modalità Storia.
- La stanza della posta

Durante le avventure di Indy in giro per il mondo, si potranno trovare dei pacchi nascosti contenenti antichi manufatti estremamente potenti: ogni volta che ne troviamo uno, dovremmo raccoglierlo e metterlo in una cassetta delle lettere; al nostro ritorno all'Università, accedendo alla stanza della posta, potremmo iniziare la collezione, ma solo dopo aver pagato le spese di spedizione.
- L'ufficio di Indy

Al centro del pavimento dell'ufficio di Indy è presente una piattaforma quadrata dentro la quale dobbiamo posizionare 5 casse che ci permetteranno di sbloccare fino a 3 livelli extra (a patto che avremmo trovato tutti gli artefatti di almeno un episodio), tra cui il livello extra Giovane Indy (se si sono ritrovati tutti i manufatti de I predatori dell'Arca perduta). Una volta posizionate le 5 casse in modo corretto si dovrà assemblare tutti i pezzi fino a formale un oggetto che, una volta distrutto, rivelerà la chiave al suo interno; tale chiave andrà inserita nel piedistallo al centro della stanza delle reliquie (ma solo dopo aver messo prima il diamante, che si trova li vicino). Una cassa si può ottenere facilmente saltando prima sopra un tavolo e poi sopra la mensola per prenderla, ma tutte e 5 le casse si possono prendere e posizionare con successo solo una volta che si hanno sbloccati: almeno un personaggio accademico (Belloq o Henry Jones Sr. ad esempio, cioè un personaggio che possiede un libro per decifrare iscrizioni in quanto una delle 5 casse si può ottenere solo dopo aver decifrato un'iscrizione), un personaggio con bazooka oppure Willie con i suoi acuti (per distruggere un contenitore altrimenti indistruttibile che contiene una cassa e, solamente con il bazooka, per distruggere due dischi d'argento che nascondono un'altra cassa), un thug per ottenere il favore di una statua thug, un personaggio di piccola corporatura per entrare nel passaggio segreto rivelato dalla statua thug.
- La stanza delle reliquie

La stanza delle reliquie ha l'aspetto di una stanza con 18 piedistalli (i capitoli del gioco) divisi in 3 serie (i 3 episodi) da 6 piedistalli ciascuno. I 18 piedistalli sono destinati ad accogliere le reliquie che troveremo nel corso delle nostre avventure. Ogni reliquia è composta da 10 manufatti. In ognuno dei 18 capitoli del gioco sono disseminati 10 manufatti (per un totale quindi di 180 manufatti in tutto il gioco), che hanno l'aspetto di un forziere dorato contenente gioielli. Alcuni sono accessibili nella modalità Storia, ma la maggior parte di essi si trova nella modalità Gioco libero. Un pezzo della reliquia apparirà nel piedistallo se avremo preso almeno un manufatto: a ogni manufatto che troveremo verranno aggiunti altri pezzi; raccogliendo tutti e 10 i manufatti la reliquia sarà completata.
- L'aula di matematica

Nell'aula di matematica è presente, tra le altre cose, una lavagna nella quale è possibile inserire fino a 6 caratteri tra numeri e lettere: quando avremmo un codice segreto, dovremmo inserirlo qui per sbloccare materiale extra.

## Abilità dei personaggi
- La frusta

Indy possiede un'utilissima frusta: basta premere "J"/"O" per poterla utilizzare. La frusta può anche essere utilizzata per uccidere ragni e disarmare i nemici, ma serve soprattutto per poter aggrapparsi a liane e simili per poter raggiungere posti altrimenti irraggiungibili con qualsiasi altro personaggio. inoltre, se usiamo la frusta vicino a Marion, Willie o Elsa, Indy le attrarrà a sé e le bacerà!
- Combattere

Qualsiasi personaggio potrà sferrare micidiali pugni a cose e persone premendo "H"/"ȳ". Ogni personaggio ha il suo stile di combattimento caratteristico e la sua arma; alcune armi sono inoltre particolarmente utili per superare determinati punti della storia (ad esempio la pala può essere usata anche per dissotterrare tesori e risolvere rompicapi, la chiave inglese per poter riparare aeroplani e simili, ecc.).
- Trasportare

Premendo "J"/"O" su determinati oggetti li prenderemo e potremmo trasportarli dove vogliamo; ciò è particolarmente utile quando dovremo assemblare particolari oggetti che sono stati suddivisi in più pezzi.
- Arrampicarsi e oscillare sulle funi

Tutti i personaggi possono arrampicarsi e oscillare sulle funi: basta premere "U"/"5"/"X" per spiccare un balzo in direzione della fune o liana; una volta afferrata, ci si potrà arrampicare in alto con "W"/"∧" e/o spiccare un altro bazo in avanti per raggiungere un'altra piattaforma premendo ancora "U"/"5"/"X".
- Interpretare iscrizioni

Personaggi accademici quali Indy, Brody e Elsa, potranno decifrare antiche e misteriose iscrizioni premendo "J"/"2"/"O" in prossimità di una di esse, ma a patto che abbiano con loro dei libri con loro. I libri si possono trovare in determinate zone di determinati livelli; le iscrizioni che verranno decifrate ci permetteranno di proseguire con la storia, dandoci la possibilità di entrare in altre zone.
- Scavare

Possiamo recuperare oggetti e tesori scavando nei punti in cui brilla una strana luce. Personaggi come Satipo e Sallah sono dotati di una pala; gli altri personaggi dovranno prima trovarla nel corso del capitolo e poi potranno scavare.
- Piccola corporatura

Personaggi piccoli e minuti, come Short Round e il Maharajah, potranno infilarsi in antri strettissimi in cui nessun altro personaggio potrà intrufolarsi.
- Lanciare oggetti

Qualunque personaggio può raccogliere bottiglie/bicchieri/sedie/ecc. e lanciarli contro i nemici per neutralizzarli.
- Banane e scimmie

Alcune volte delle simpatiche scimmiette saranno in possesso di oggetti estremamente utili in determinati punti del gioco (es. pala, chiave inglese, dinamite, ecc.): se troviamo delle banane in giro, possiamo lanciarle alla scimmia che in cambio ci tirerà l'oggetto che prima aveva in mano.
- Riparare

Alcuni personaggi possono riparare macchine non funzionanti: è necessario avvicinarsi alle scintille e premere il tasto "J"/"O" quando il personaggio ha in mano una chiave inglese. Il personaggio di Jock, sbloccato se si conclude il primo capitolo de I predatori dell'arca perduta, è dotato automaticamente di una chiave inglese.
- Accedere con personaggi speciali

Ad alcune aree possono assumere solo determinati personaggi: tali personaggi devono essere posizionati davanti al pannello di attivazione e bisogna premere il tasto "J"/"2"/"Δ". Se non si possiedono ancora questi personaggi speciali, c'è una strategia alternativa: sconfiggere i nemici opportuni (militari o thug) e poi indossare il loro copricapo come travestimento. I pannelli di attivazione sono di due tipi:
- militare: è una postazione di guardia sorvegliata da un soldato che fa entrare solo altri soldati;
- thug: è una statua thug che permette solo ai thug di passare in un'area speciale.

## Livelli

### I predatori dell'arca perduta
Il primo episodio del videogioco è intitolato come il primo film di Indiana Jones, ovvero I predatori dell'arca perduta (in inglese Raiders of the lost ark); come per gli altri 2 episodi è suddiviso in 6 capitoli:
- Capitolo 1: Il Tempio Perduto
- Capitolo 2: Dentro le Montagne
- Capitolo 3: La Città del Pericolo
- Capitolo 4: Il Pozzo delle Anime
- Capitolo 5: Inseguendo l'Arca
- Capitolo 6: L'Apertura dell'Arca

### Il tempio maledetto
Il secondo episodio si chiama esattamente come il secondo (ma primo in ordine cronologico) film di Indiana Jones, ovvero Il tempio maledetto (in inglese Temple of doom).
I 6 capitoli sono:
- Capitolo 1: Resa dei Conti a Shanghai
- Capitolo 2: I Segreti di Pancot
- Capitolo 3: Il Tempio di Kalì
- Capitolo 4: Liberazione degli Schiavi
- Capitolo 5: Fuga dalle miniere
- Capitolo 6: Battaglia sul ponte

### L'ultima crociata
Il terzo episodio del videogioco è intitolato come il terzo film di Indiana Jones, ovvero L'ultima crociata (in inglese Last crusade). I 6 capitoli sono:
- Capitolo 1: Alla Ricerca di Sir Richard
- Capitolo 2: Salvataggio al Castello
- Capitolo 3: Fuga in Motocicletta
- Capitolo 4: Guai in Cielo
- Capitolo 5: Agguato nel Deserto
- Capitolo 6: Il Tempio del Sacro Graal

## Personaggi
In LEGO Indiana Jones: Le avventure originali il giocatore potrà divertirsi assumendo il controllo di oltre 60 personaggi; questi personaggi, oltre ovviamente al mitico Indiana Jones, sono i suoi amici e nemici comparsi nelle tre pellicole originarie.

### I predatori dell'Arca perduta
- Personaggi sbloccabili procedendo con la storia:
  - Indiana Jones
  - Satipo
  - Jock
  - Marion
  - Indiana Jones (Deserto)
  - Marion (Cairo)
  - Sallah (Deserto)
  - Marion (Abito da sera)
  - Indiana Jones (Militare)
  - Marion (Vestaglia)
- Personaggi acquistabili e relativo costo:
  - Uomo della Tribù Hovitos 18.000 crediti
  - Barranca 18.000 crediti
  - Belloq (Giungla)                50.000 crediti
  - Guida della Giungla 18.000 crediti
  - Maggiore Toht                  50.000 crediti
  - Colonnello Dietrich             50.000 crediti
  - Guardia Nemica (Montagne)       30.000 crediti
  - Soldato con Bazooka (Predatori) 30.000 crediti
  - Rissoso Sherpa 18.000 crediti
  - Mitragliere Sherpa 25.000 crediti
  - Brigante Mascherato 18.000 crediti
  - Brigante Spadaccino 25.000 crediti
  - Soldato Nemico (Deserto)        18.000 crediti
  - Ufficiale Nemico 30.000 crediti
  - Uomo con Scimmia 27.500 crediti
  - Indiana Jones (Deserto n.2) 27.500 crediti
  - Belloq 50.000 crediti
  - Ufficiale Nemico (Deserto)      30.000 crediti
  - Brigante 15.000 crediti
  - Pugile Nemico 25.000 crediti
  - Capitano Katanga  18.000 crediti
  - Primo Ufficiale 12.500 crediti
  - Belloq (Tonaca) 50.000 crediti
  - Guardia Nemica 18.000 crediti

### Il tempio maledetto
- Personaggi sbloccabili procedendo con la storia:
  - Indiana Jones (Smoking)
  - Willie
  - Short Round
  - Willie (Abito da sera)
  - Indiana Jones (Kalì)
- Personaggi acquistabili e relativo costo:
  - Kao Kan 25.000 crediti
  - Wu Han 20.000 crediti
  - Lao Che 19.000 crediti
  - Chen 18.000 crediti
  - Ragazza Danzante 27.500 crediti
  - Maharaja 40.000 crediti
  - Assassino di Pancot 25.000 crediti
  - Guardia di Pancot 18.000 crediti
  - Saggio del Villaggio 15.000 crediti
  - Dignitaro del Villaggio 15.000 crediti
  - Willie (Smoking) 15.000 crediti
  - Willie (Pigiama) 15.000 crediti
  - Chattar Lal 40.000 crediti
  - Chattar Lal (Thuggee) 40.000 crediti
  - Sacerdote Thuggee 30.000 crediti
  - Thuggee 18.000 crediti
  - Mola Ram
  - Bambino schiavo

### L'ultima crociata
- Personaggi sbloccabili procedendo con la storia:
  - Indiana Jones (Professore)
  - Elsa
  - Brody
  - Henry Jones
  - Sallah (Fez)
- Personaggi acquistabili e relativo costo:
  - Kazim 30.000 crediti
  - Maggiordomo Nemico 15.000 crediti
  - Operatore Radio Nemico 25.000 crediti
  - Soldato con Bazooka (Crociata) 30.000 crediti
  - Indiana Jones (Ufficiale) 18.000 crediti
  - Elsa Schneider (Ufficiale) 15.000 crediti
  - Colonnello Vogel 50.000 crediti
  - Pilota Nemico 25.000 crediti
  - Kazim (Deserto) 30.000 crediti
  - Elsa (Deserto) 15.000 crediti
  - Walter Donovan 50.000 crediti
  - Cavaliere del Sacro Graal 50.000 crediti

Giovane Indy
- Personaggi sbloccabili procedendo con la storia:
  - Giovane Indy
  - Boy Scout
- Personaggi acquistabili e relativo costo:
  - Fedora 50.000 crediti

### Personaggi segreti
In LEGO Indiana Jones: Le avventure originali ci sono in tutto 5 personaggi segreti della saga di Guerre stellari: D-3BO (Capitolo 1 de I predatori dell'arca perduta), Luke Skywalker (Capitolo 2 de I predatori dell'arca perduta), Chewbecca (Capitolo 3 de I predatori dell'arca perduta), Leila Organa (Capitolo 4 de Il tempio maledetto) e C1-P8 (Capitolo 5 de L'ultima crociata). Trovando questi 5 personaggi nei vari livelli, si sbloccherà il personaggio di Ian Solo, che proprio come Indiana Jones è stato interpretato da Harrison Ford.

## Differenze della versione PSP con le altre
La versione per PlayStation Portable, pur essendo uguale alle versioni per PlayStation 3, Xbox 360 e PC, non prevede la modalità cooperativa per due giocatori.

## Accoglienza
La rivista Play Generation lo classificò come il secondo miglior gioco a piattaforme del 2008. La stessa testata diede alla versione per PlayStation 3 un punteggio di 90/100, trovandolo un titolo piacevole e longevo come i LEGO Star Wars, a quella per PlayStation Portable venne dato un 87/100, reputandolo spassoso come su PS3 ma senza la modalità cooperativa ed infine all'edizione per PlayStation 2 fu assegnato un 88/100, in quanto a differenza della precedente si poteva giocare in cooperativa.

## Sequel
Il videogioco ebbe un seguito dal titolo LEGO Indiana Jones 2: L'avventura continua, uscito nel novembre 2009 e che comprende, oltre ai 3 film originali, anche il nuovo Indiana Jones e il tempio del teschio di cristallo.